# Соседский парень (роман)
«Соседский парень» (англ. The Boy Next Door) — подростковый роман-триллер американского писателя Р. Л. Стайна. 

## Сюжет
Скотт переезжает в Шейдисайд после того, как убил свою девушку. В соседнем доме живёт Кристал, которая положила на него глаз. Заинтересовалась Скоттом и Линне, подруга Кристал. У Кристал также есть сестра Мелинда, стеснительная до крайности девушка, которую никто не приглашает на свидания. А сам Скотт хочет, чтобы его девушка была красивая и ненавязчивая, такая, как Мелинда. 
Кристал и Линне заключают между собой пари - кто первый встретится со Скоттом. Первый оказывается Линне - она своей настойчивостью буквально заставляет Скотта поцеловать её. Вскоре Скотт убивает Линне. Кристал пытается добиться свидания со Скоттом. Парень хочет убить её, однако из-за нелепой случайности ему это не удаётся. Затем Скотт переключается на Мелинду. Та в восторге, но Кристал советует ей одеться повульгарнее, чтобы привлечь парня. Мелинда следует советам Кристал, что вызывает ненависть у Скотта. Тот пытается её убить, однако Мелинда в последний момент признаётся, что это Кристал ей так советовала. Скотт пытается убить Кристал, однако та вместе с Мелиндой останавливают его.

## Российское издание
В России издана издательством АСТ 3 февраля 2004 года.